# Filosofia ellenistica
La filosofia ellenistica è il periodo della filosofia occidentale e della filosofia greca antica durante il periodo ellenistico.

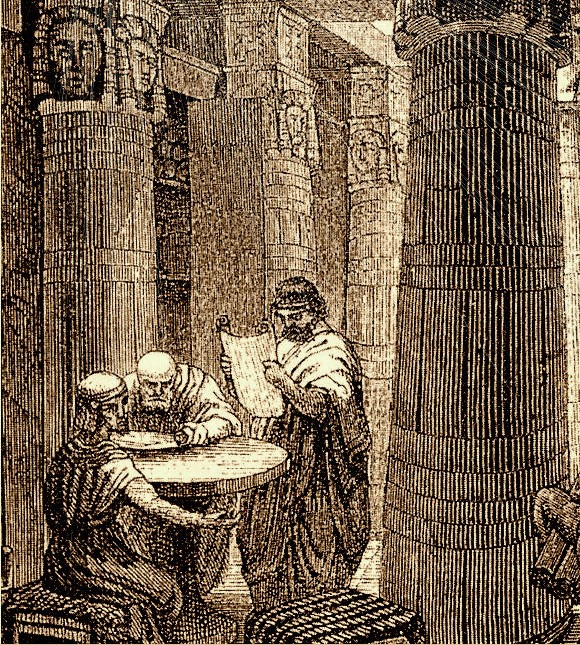
Dettaglio da un'incisione raffigurante alcuni studiosi all'interno dell'antica Biblioteca di Alessandria (1890).

## Storia

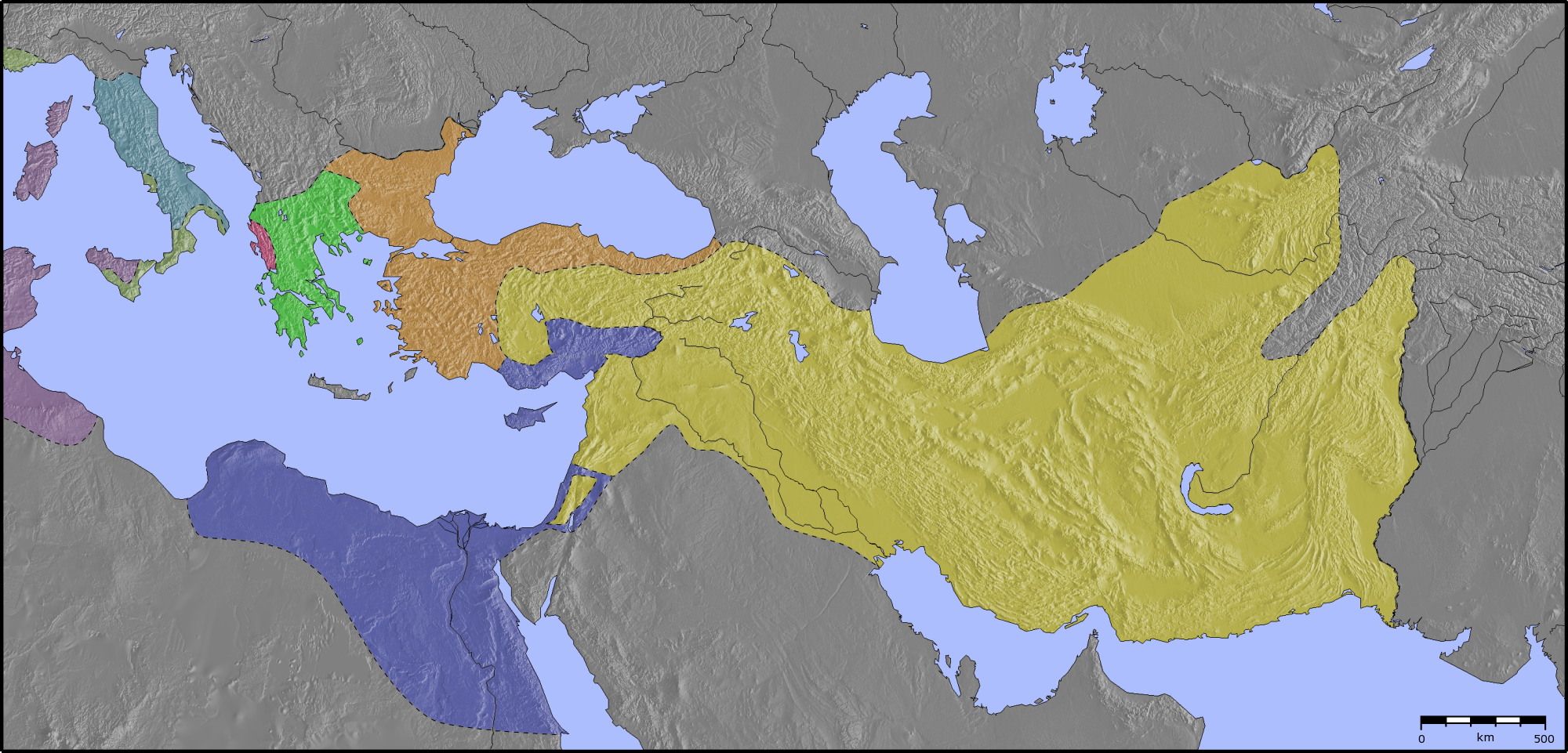
Il mondo ellenistico nel 300 a.C.

Il periodo ellenistico seguì le conquiste di Alessandro Magno (356-323 a.C.), che aveva diffuso la cultura greca antica in tutto il Medio Oriente e nell'Asia occidentale, dopo il precedente periodo culturale della Grecia classica. Il periodo classico della filosofia greca antica era iniziato con Socrate (470-399 a.C. circa), il cui allievo Platone aveva insegnato ad Aristotele, che a sua volta aveva istruito Alessandro. Mentre i pensatori classici avevano per lo più sede ad Atene, il periodo ellenistico vide i filosofi attivi in tutto l'impero. Il periodo iniziò con la morte di Alessandro nel 323 a.C. (poi quella di Aristotele nel 322 a.C.), e fu seguito dal predominio della filosofia dell'antica Roma durante il periodo imperiale romano.

## Sviluppi e dibattiti sul pensiero

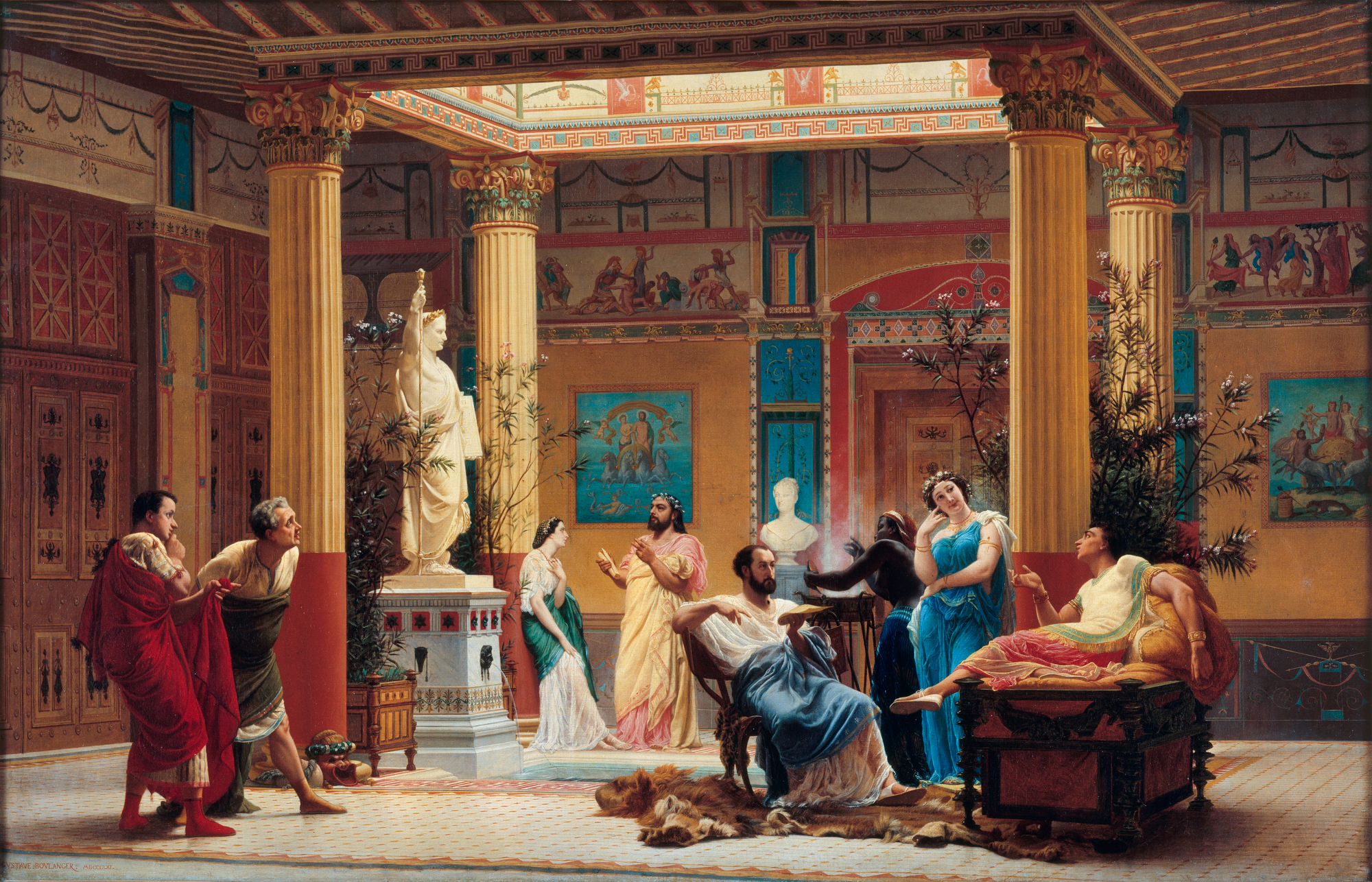
Riproduzione di un simposio filosofico nell'antica Pompei (Gustave Boulanger, 1861)

I fondatori dell'Accademia, i peripatetici, i seguaci del cinismo e del cirenaismo erano stati tutti allievi di Socrate, mentre lo stoicismo era soltanto indirettamente influenzato da lui. Il pensiero di Socrate fu quindi influente per molte di queste scuole dell'epoca, portandole a concentrarsi sull'etica e su come raggiungere l'eudaimonia (felicità), e alcune di loro seguirono il suo esempio di usare l'autodisciplina e l'autarchia a tal fine. Secondo AC Grayling, la maggiore insicurezza e perdita di autonomia dell'epoca spinse alcuni a usare la filosofia come mezzo per cercare sicurezza interiore dal mondo esterno. Questo interesse nell'usare la filosofia per migliorare la vita è stato colto nell'affermazione di Epicuro: "vuote sono le parole di quel filosofo che offre una terapia per nessuna sofferenza umana".

### Epistemologia
L'epistemologia degli epicurei era empirica, con la conoscenza che alla fine proveniva dai sensi. Epicuro sosteneva che le informazioni sensoriali non sono mai false, anche se a volte possono essere fuorvianti, e che "Se combatti contro tutte le sensazioni, non avrai uno standard contro il quale giudicare anche quelle di coloro che dici si sbagliano". Rispose a un'obiezione all'empirismo fatta da Platone in Menone, secondo la quale non si può cercare informazioni senza avere un'idea preesistente di cosa cercare, quindi significa che la conoscenza deve precedere l'esperienza. La risposta epicurea è che la prolepsi (preconcetti) sono concetti generali che consentono di riconoscere cose particolari e che queste emergono da ripetute esperienze di cose simili.

## Platonismo
Il Platonismo rappresenta la filosofia dell'allievo di Socrate, Platone, e i sistemi filosofici da esso strettamente derivati.

### Antica Accademia
Il platonismo primitivo, noto come "l'Antica Accademia", inizia con Platone, seguito da Speusippo (nipote di Platone), che gli succedette come capo della scuola (fino al 339 a.C.), e da Senocrate (fino al 313 a.C.). Entrambi cercarono di fondere le speculazioni pitagoriche sul numero con la teoria delle forme di Platone.

### Scetticismo accademico

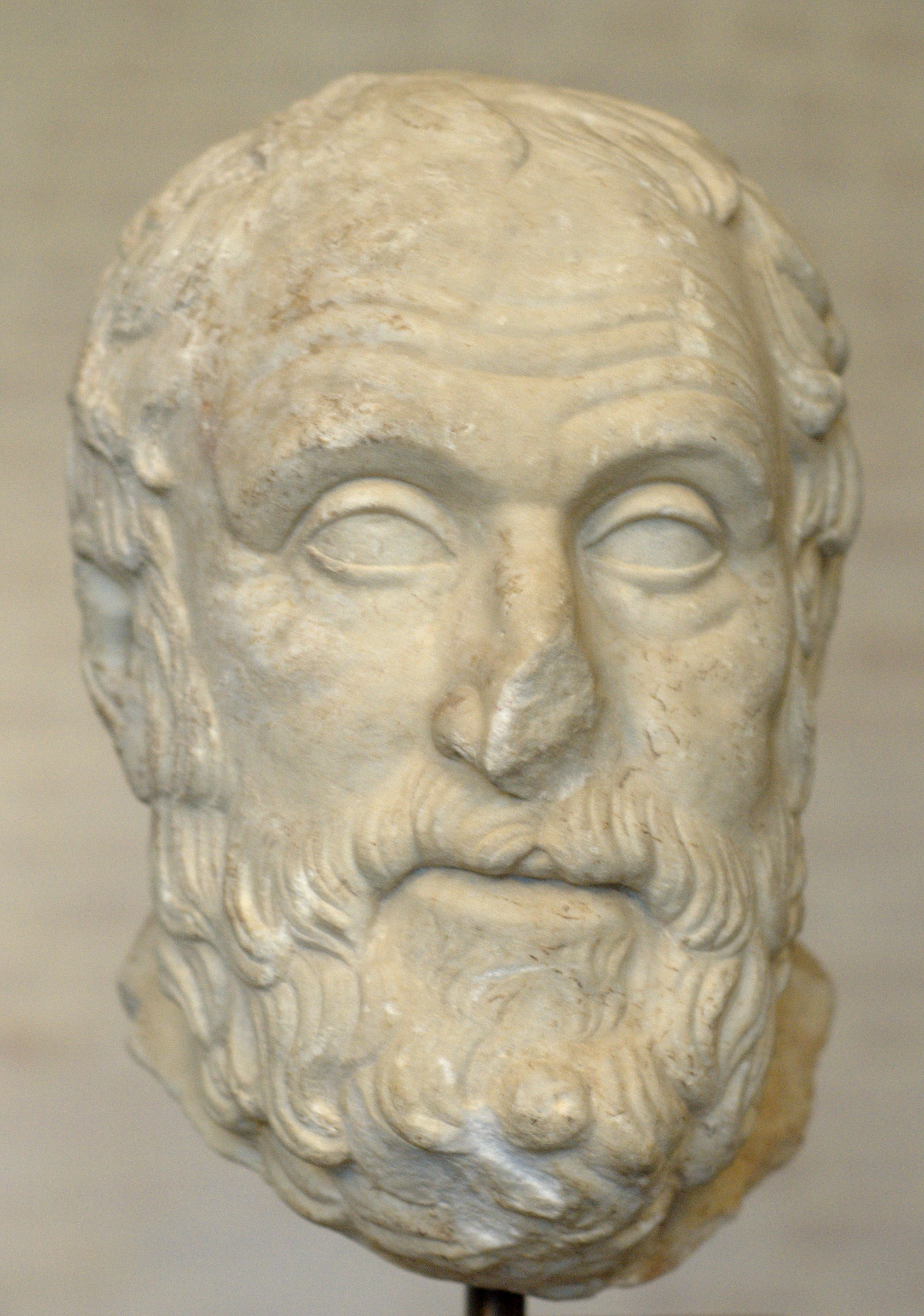
Carneade, copia romana dalla statua esposta nell'Agorà di Atene, c. 150 a.C., Museo Glyptothek

Lo scetticismo accademico è il periodo dell'antico platonismo risalente intorno al 266 a.C., quando Arcesilao divenne capo dell'Accademia platonica, fino a circa il 90 a.C., quando Antioco di Ascalona respinse lo scetticismo, sebbene i singoli filosofi, come Favorino e il suo maestro Plutarco, continuassero a difendere lo scetticismo accademico dopo questa data. Gli scettici accademici sostenevano che la conoscenza delle cose è impossibile. Le idee o le nozioni non sono mai vere; tuttavia, ci sono gradi di somiglianza con la verità, e quindi gradi di credenza, che consentono di agire. La scuola era caratterizzata dai suoi attacchi agli stoici e al dogma stoico che impressioni convincenti portavano alla vera conoscenza.
- Arcesilao (316-232 a.C.)
- Carneade (214–129 a.C.)
- Cicerone (106–43 a.C.)

### Medioplatonismo
Intorno al 90 a.C., Antioco di Ascalona respinse lo scetticismo, lasciando il posto al periodo noto come Medioplatonismo, in cui il platonismo era fuso con alcuni dogmi peripatetici e molti stoici. Nel medioplatonismo, le forme platoniche non erano trascendenti ma immanenti alle menti razionali, e il mondo fisico era un essere vivente e animato, l'anima del mondo. La natura eclettica del platonismo in questo periodo è dimostrata dalla sua incorporazione nel pitagorismo (Numenio di Apamea) e nella filosofia ebraica (Filone di Alessandria).
- Plutarco (46-dopo il 119)

### Neoplatonismo
Il Neoplatonismo fu una scuola di filosofia religiosa e mistica fondata da Ammonio Sacca. Basata sugli insegnamenti di Platone e degli altri platonici, deve il più delle sue teorie a Plotino. Il vertice dell'esistenza era l'Uno (Bene trascendente lo stesso essere), la fonte, per emanazione. di tutte le cose. Nella virtù e nella meditazione l'anima aveva il potere di elevarsi per raggiungere l'unione con l'Assoluto, la vera funzione degli esseri umani. I neoplatonici non cristiani erano soliti attaccare il cristianesimo fino a quando cristiani come Agostino, Boezio ed Eriugena non adottarono il neoplatonismo.
- Plotino (205-270)
- Porfirio (233-309)
- Giamblico (245-325)
- Proclo (412-485)

## Cirenaismo
Il Cirenaismo fu fondato nel IV secolo a.C. da Aristippo (435 circa-356 a.C.), allievo di Socrate. Aristippo il Giovane, nipote del fondatore, sosteneva che il motivo per cui il piacere era buono era che era evidente nel comportamento umano fin dalla più giovane età, perché questo lo rendeva naturale e quindi buono (il cosiddetto argomento della culla). I Cirenaici credevano anche che il piacere presente liberasse dall'ansia del futuro e dai rimpianti del passato, lasciandoci in pace. Queste idee furono prese ulteriormente da Anniceride di Cirene (fl. 300 a.C.), che espanse il piacere per includere cose come l'amicizia e l'onore. Teodoro l'Ateo (340 circa-250 a.C.) non era d'accordo e sosteneva che i legami sociali dovrebbero essere tagliati e dovrebbe essere sposata l'autosufficienza. Egesia di Cirene (fl. 290), d'altra parte, affermava che la vita alla fine non poteva essere complessivamente piacevole.

## Cinismo
Il pensiero dei Cinici si basava sul vivere con il minimo necessario e nel rispetto della natura. Il primo cinico fu Antistene (446 circa-366 a.C.), che era un allievo di Socrate. Introdusse le idee di ascetismo e opposizione alle norme sociali. Il suo seguace fu Diogene (412 circa–323 a.C.), che seguì questa direzione. Invece del piacere, i cinici promuovevano il vivere intenzionalmente in difficoltà (ponos). Tutto questo perché era visto come naturale e quindi buono, mentre la società era innaturale e quindi cattiva, così come i benefici materiali. I piaceri forniti dalla natura (che sarebbero stati immediatamente accessibili) erano tuttavia accettabili. Cratete di Tebe (365-285 a.C.) affermava quindi che «la filosofia è un chilo di fagioli e non si cura di nulla». Altri cinici includevano Menippo (intorno al 275 a.C.) e Demetrio (10–80).

## Scuola peripatetica

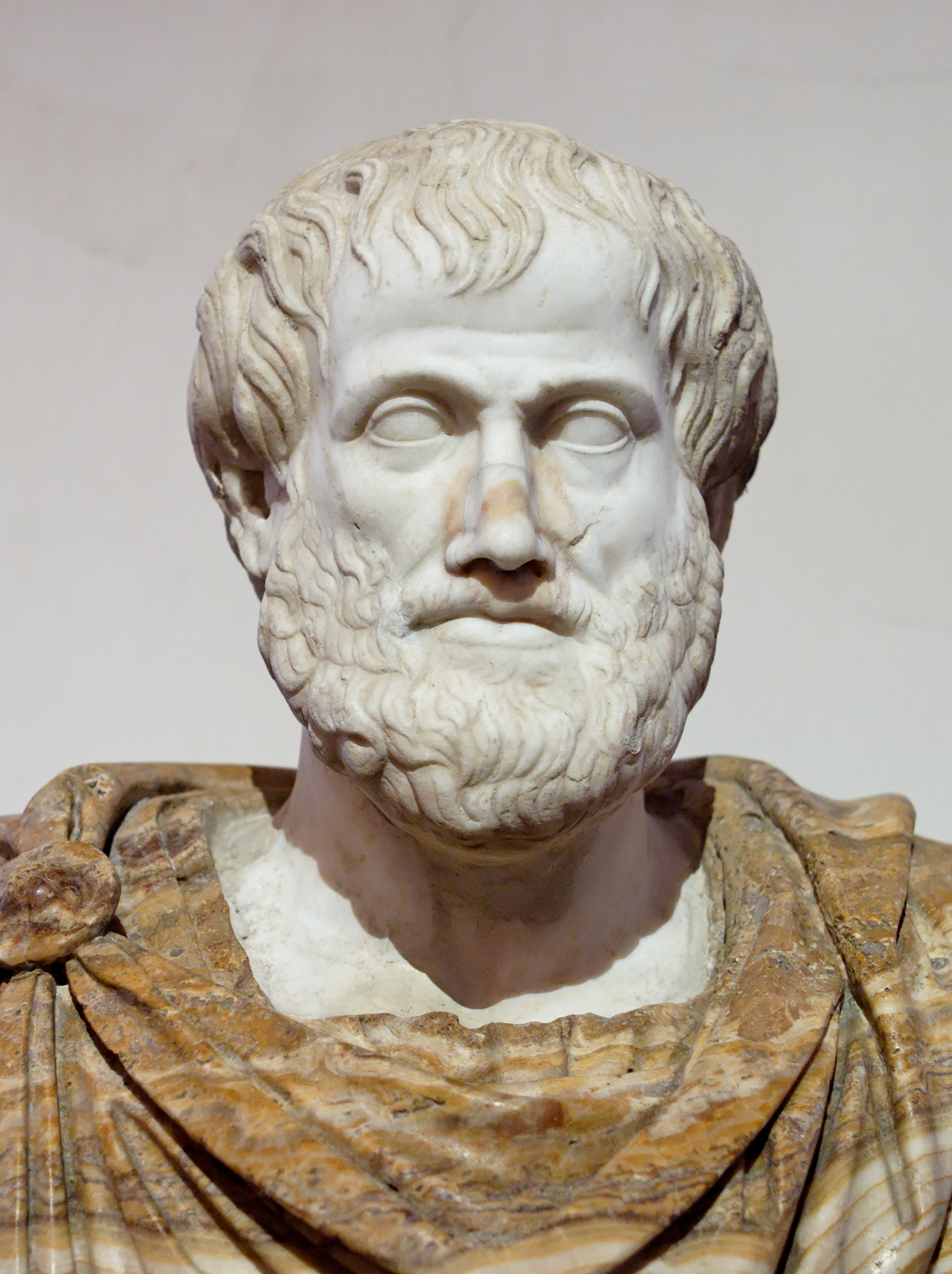
Un busto in marmo di Aristotele

La scuola peripatetica era composta dai filosofi che avevano mantenuto e sviluppato la filosofia di Aristotele. Sostenevano l'esame del mondo per comprendere il fondamento ultimo delle cose. Lo scopo della vita era l'eudaimonia che nasceva da azioni virtuose, che consistevano nel mantenere la media tra i due estremi del troppo e del troppo poco.
- Teofrasto (371-287 a.C.)
- Stratone di Lampsaco (335-269 a.C.)
- Alessandro di Afrodisia (200 circa)
- Aristocle di Messene (II secolo circa)

## Pirronismo

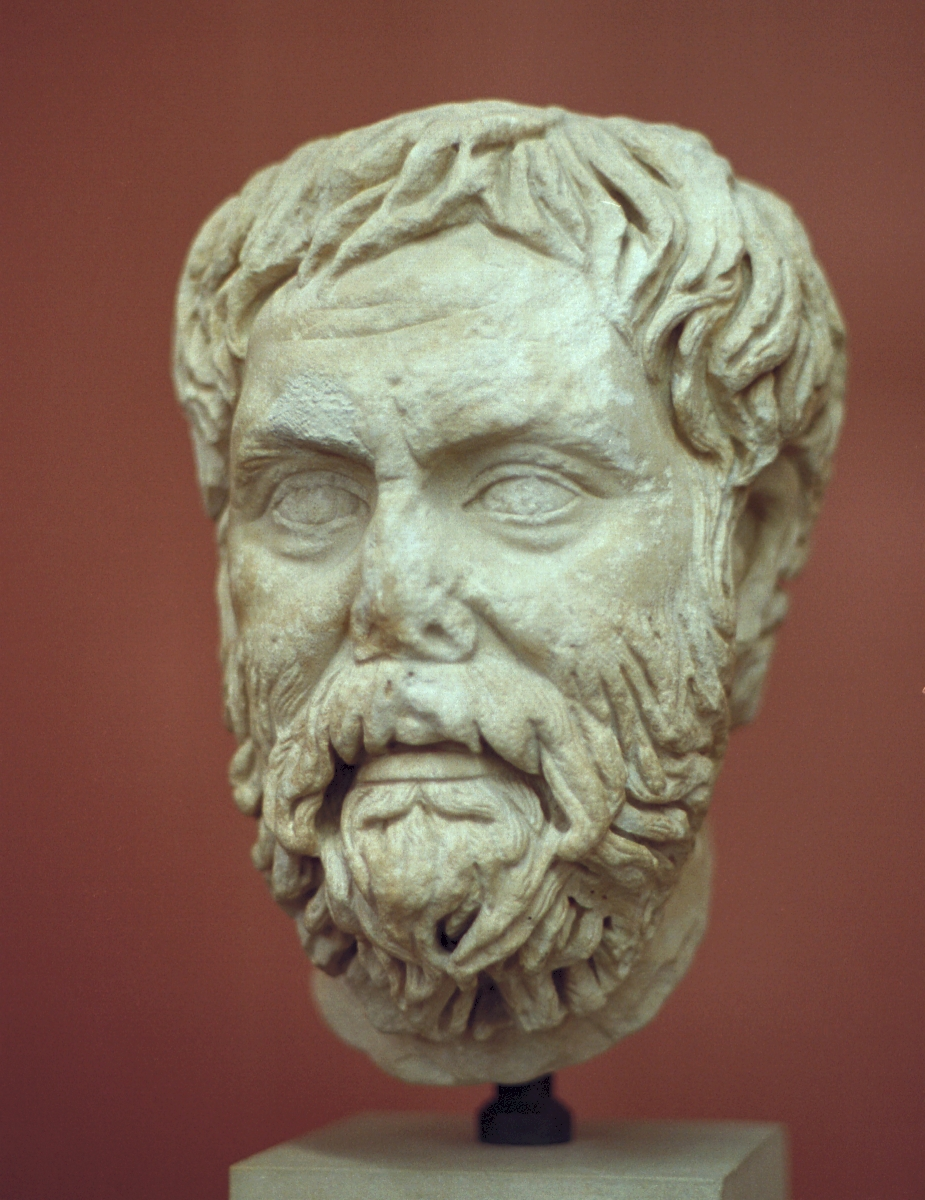
Pirro d'Elide, testa in marmo, copia romana, Museo Archeologico di Corfù

Il Pirronismo era una scuola di scetticismo filosofico che ebbe origine con Pirrone nel III secolo a.C. e fu ulteriormente avanzata da Enesidemo nel I secolo a.C. Il suo obiettivo era l'atarassia (essere mentalmente imperturbabile), che si ottiene attraverso l'epoché (cioè la sospensione del giudizio) su questioni non evidenti (cioè, questioni di credenza).
- Pirrone (365-275 a.C.)
- Timone di Fliunte (320-230 a.C.)
- Enesidemo (I secolo a.C.)
- Sesto Empirico (II secolo)

## Epicureismo

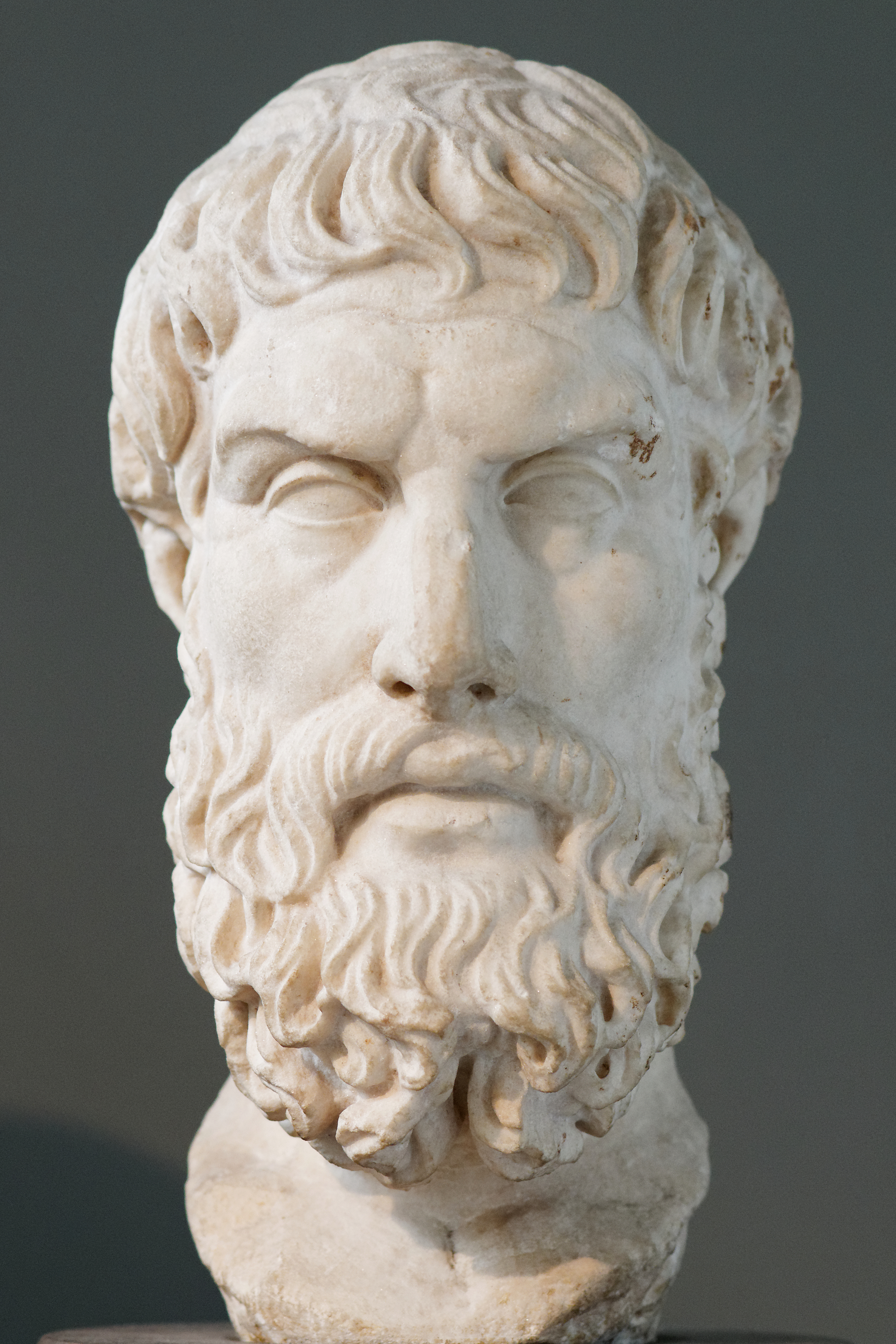
Busto romano di Epicuro

L'epicureismo fu fondato da Epicuro nel III secolo a.C. La sua epistemologia era basata sull'empirismo, ritenendo che le esperienze sensoriali non possano essere false, anche se possono essere fuorvianti, poiché sono il prodotto del mondo che interagisce con il proprio corpo. Ripetute esperienze sensoriali possono quindi essere utilizzate per formare concetti (prolepsi) sul mondo, e tali concetti ampiamente condivisi ("concezioni comuni") possono fornire ulteriormente le basi per la filosofia. Applicando il suo empirismo, Epicuro sostenne l'atomismo notando che la materia non poteva essere distrutta poiché alla fine si sarebbe ridotta a nulla e che doveva esserci vuoto affinché la materia potesse muoversi. Anche se questo di per sé non provava l'esistenza degli atomi, si oppose all'alternativa osservando che gli oggetti infinitamente divisibili sarebbero infinitamente grandi, simili ai paradossi di Zenone.
Considerava l'universo governato dal caso, senza alcuna interferenza da parte degli dei. Considerava l'assenza di dolore come il più grande piacere e sosteneva una vita semplice.
- Epicuro (341-270 a.C.)
- Metrodoro (331-278 a.C.)
- Ermarco di Mitilene (325-250 a.C.)
- Zenone di Sidone (I secolo a.C.)
- Filodemo di Gadara (110-40 a.C.)
- Lucrezio (99-55 a.C.)

## Stoicismo

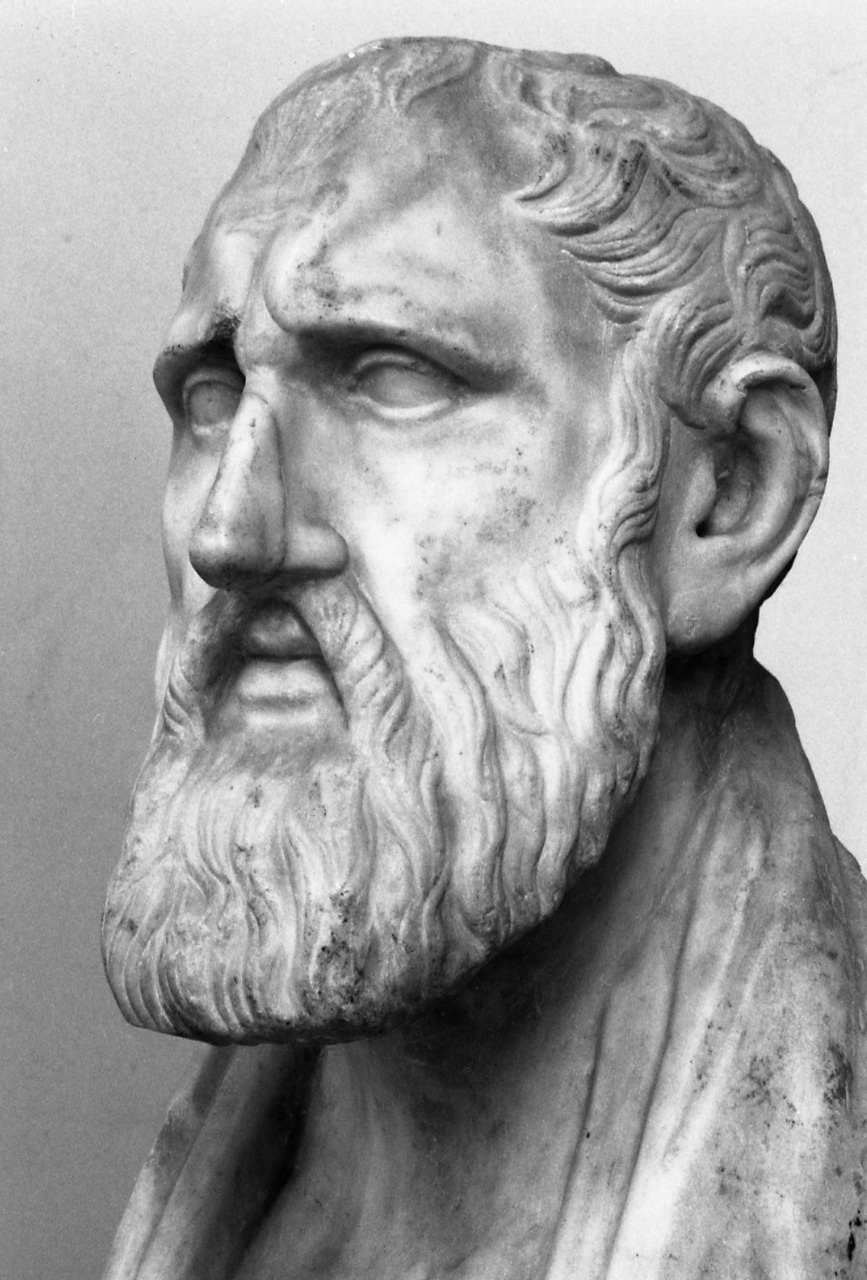
Zenone di Cizio (333–263 a.C.), il fondatore dello stoicismo

Lo stoicismo fu fondato da Zenone di Cizio nel III secolo a.C. Basato sulle idee etiche dei cinici, insegnava che l'obiettivo della vita era vivere in accordo con la natura. Sostenne lo sviluppo dell'autocontrollo e della forza d'animo come mezzi per superare le emozioni distruttive.
- Zenone di Cizio (333-263 a.C.)
- Cleante (331-232 a.C.)
- Crisippo (280-207 a.C.)
- Panezio (185-110 a.C.)
- Posidonio (135-51 a.C.)
- Seneca (4 a.C. - 65)
- Epitteto (55-135)
- Marco Aurelio (121-180)

## Giudaismo ellenistico
Il giudaismo ellenistico era un tentativo di stabilire la tradizione religiosa ebraica all'interno della cultura e della lingua dell'ellenismo. Il suo principale rappresentante fu Filone di Alessandria.
- Filone di Alessandria (30 a.C. - 45)
- Flavio Giuseppe (37-100)

## Neopitagorismo
Il neopitagorismo era una scuola di filosofia che faceva rivivere le dottrine pitagoriche, prominente nel I e II secolo. Era un tentativo di introdurre un elemento religioso nella filosofia greca, adorare Dio vivendo una vita ascetica, ignorando i piaceri del corpo e tutti gli impulsi sensoriali, per purificare l'anima.
- Publio Nigidio Figulo (98-45 a.C.)
- Apollonio di Tiana (15/40-100/120)
- Numenio di Apamea (II secolo)

## Cristianesimo ellenistico
Il cristianesimo ellenistico fu il tentativo di riconciliare il cristianesimo con la filosofia greca, a partire dalla fine del II secolo. Attingendo in particolare al platonismo e al neoplatonismo emergente, figure come Clemente Alessandrino cercarono di fornire al cristianesimo un quadro filosofico.
- Clemente Alessandrino (150-215)
- Origene (185–254)
- Agostino d'Ippona (354-430)
- Elia Eudocia (401-460)